# Thank God I'm a Country Boy
"Thank God I'm a Country Boy" is een nummer van de Amerikaanse zanger John Denver. Het nummer verscheen op zijn album Back Home Again uit 1974. Een liveversie van het nummer, dat in 1975 verscheen op het album An Evening with John Denver, werd in maart van dat jaar uitgebracht als de tweede en laatste single van dit album.

## Achtergrond
"Thank God I'm a Country Boy" is geschreven door John Martin Sommers, die in de band van Denver fungeerde als gitarist, banjospeler, violist en mandolinist, op 31 december 1973 toen hij van zijn huis in Aspen naar Los Angeles reed. Sommers herinnerde zich dat hij zich op dat moment "vreedzaam, gelukkig en voldaan" voelde over zijn lot in het leven. Tijdens zijn rit schreef hij een aantal regels over zijn humeur, die dienden als inspiratie voor het nummer.
"Thank God I'm a Country Boy" verscheen oorspronkelijk op Back Home Again, het achtste studioalbum van Denver, dat in 1974 verscheen. Op maandag 26 augustus 1974 werd een liveversie van het nummer opgenomen in het Universal Amphitheatre in Los Angeles, dat verscheen op An Evening with John Denver, het eerste livealbum van Denver. Dit was de versie die uiteindelijk op single werd uitgebracht.
De liveversie van "Thank God I'm a Country Boy" werd een grote hit in Denvers' thuisland de Verenigde Staten en werd een van de zes platen die in 1975 een nummer 1-hit werden in zowel de Billboard Hot 100- als de Hot Country Songs-lijsten; ook de dubbele A-kant "I'm Sorry"/"Calypso" van Denver behaalde dit. Ook in Canada werd het een nummer 1-hit. In een aantal landen kwam de plaat eveneens in de hitlijsten terecht.
In Nederland werd de plaat regelmatig gedraaid op de landelijke radiozenders en werd een radiohit. Desondanks werd de Nationale Hitparade niet bereikt. De plaat bleef steken op een 8e positie in de Tip 30, waarin de plaat acht weken stond genoteerd. Wél bereikte de plaat de 30e positie in de Nederlandse Top 40 (destijds uitgezonden op de befaamde TROS donderdag met dj Ferry Maat).
In België werd géén notering behaald in zowel de voorloper van de Vlaamse Ultratop 50 als de Vlaamse Radio 2 Top 30. Ook in Wallonië werd géén notering behaald.
Covers van "Thank God I'm a Country Boy" zijn gemaakt door onder andere Alvin and the Chipmunks, Dolly Parton en Rednex. Daarnaast zong Jim Nabors het nummer in 1976 in de televisieserie The Muppet Show. De liveversie van het nummer wordt sinds 1975 (en sinds 1994 zonder onderbreking) gedraaid tijdens de zevende inning van de thuiswedstrijden van de honkbalclub Baltimore Orioles; Denver heeft het in 1983 en 1997, slechts 22 dagen voor zijn dood, tevens live gespeeld tijdens een van deze wedstrijden. Ook wordt het nummer genoemd in de thriller Dodelijk dilemma van Stephen King.
Sinds de allereerste editie in december 1999, staat de plaat onafgebroken genoteerd in de jaarlijkse NPO Radio 2 Top 2000 van de Nederlandse publieke radiozender NPO Radio 2, met als hoogste notering een 737e positie in 2000. Het is het eerste nummer ooit dat gedraaid is in de Top 2000.

## Hitnoteringen

### Nederlandse Top 40
| Hitnotering: 26-07-1975 t/m 16-08-1975 | Hitnotering: 26-07-1975 t/m 16-08-1975 | Hitnotering: 26-07-1975 t/m 16-08-1975 | Hitnotering: 26-07-1975 t/m 16-08-1975 | Hitnotering: 26-07-1975 t/m 16-08-1975 | Hitnotering: 26-07-1975 t/m 16-08-1975 |
| Week                                   | 1                                      | 2                                      | 3                                      | 4                                      |                                        |
| -------------------------------------- | -------------------------------------- | -------------------------------------- | -------------------------------------- | -------------------------------------- | -------------------------------------- |
| Nummer                                 | 31                                     | 30                                     | 32                                     | 32                                     | uit                                    |

### Nationale Tip 30
Single tip hoogste notering: #8 op 12-07-1975. Aantal weken genoteerd: 8.

### NPO Radio 2 Top 2000
| Nummer met noteringen in de NPO Radio 2 Top 2000 | '99  | '00 | '01  | '02  | '03  | '04  | '05  | '06  | '07  | '08  | '09  | '10  | '11  | '12  | '13  | '14  | '15  | '16  | '17  | '18  | '19  | '20  | '21  | '22  | '23  | '24  |
| ------------------------------------------------ | ---- | --- | ---- | ---- | ---- | ---- | ---- | ---- | ---- | ---- | ---- | ---- | ---- | ---- | ---- | ---- | ---- | ---- | ---- | ---- | ---- | ---- | ---- | ---- | ---- | ---- |
| Thank God I'm a Country Boy                      | 2000 | 737 | 1226 | 1262 | 1179 | 1303 | 1031 | 1174 | 1185 | 1161 | 1466 | 1512 | 1479 | 1675 | 1657 | 1704 | 1530 | 1460 | 1879 | 1499 | 1234 | 1479 | 1537 | 1557 | 1663 | 1961 |

1. ↑  Een vetgedrukt getal geeft de hoogste notering aan.